# Манзій Елеанора Володимирівна
Елеонора Володимирівна Манзій (1925—2013) — українська арфістка та викладач класу арфи в Національній музичній академії України імені Петра Чайковського.

## Дитинство та родина
Народилася Елеонора Манзій 22 червня 1925 року в Одесі. Її мати працювала балериною в оперному театрі, а батько, Володимир Данилович Манзій, був режисером національної опери України.
Першою вчителькою Елеонори була Наталія Борисівна Ренгартен, солістка Одеського національного академічного театру опери та балету. Через рік Елеонора вступила до музичної школи в клас Жанни Йосипівни Кутіль-Перман, а потім навчалась у неї два роки в музичному училищі. Під час війни продовжувала навчання вдома у викладача, оскільки власного інструменту не було. Відвідала концерт італійського арфіста Луїджі Марії Маджістретті, який гастролював в окупованій Одесі.

## Кар'єра
У 1944 році Елеонора перевелася до Київської консерваторії у клас Георгія Гаазе, і водночас почала працювати в оркестрі оперного театру. 1948 року, ще під час навчання в консерваторії, намагалася вступити на оперно-режисерський факультет Державного інституту театрального мистецтва. Після закінчення консерваторії її запрошували до Донецька та Тбілісі, але вона намагалася вступити до аспірантури Ленінградської консерваторії. Через повоєнні закони їй відмовили, однак викладачка консерваторії О. Сініцина допомогла влаштуватися на фабрику з виробництва арф наладчиком. За шість місяців роботи Елеонора Володимирівна набула досвіду регулювання та налаштування механізмів арф і потім допомагала робити це арфістам. Два роки працювала в оркестрі філармонії Свердловська. Повернулася до Києва в 1953 році, започаткувала навчання гри на арфі у музичній школі ім. М. В. Лисенка, водночас грала в оркестрах телерадіокомпанії та Оперної студії при консерваторії. До виходу на пенсію у 1988 році працювала з диригентами оркестру Київського театру опери та балету ім. Т. Г. Шевченка: Вінеаміном Тольбою, Констянтином Сімеоновим, Стефаном Турчаком, Олександром Клімовим. Останнім важливим концертом у її кар'єрі був виступ у дуеті з органісткою Оленою Петросянс у 1984 році, коли вони виконали концерт Буальд'є для арфи та органа.

## Учні та педагогічна діяльність
Учнями Елеонори Манзій були Н. Малій (солістка естрадно-симфонічного оркестру України), Н. Главацька (солістка оркестру Київського театру оперети), Д. Корчинська, Т. Руденко (солістка Запорізького симфонічного оркестру, виїхала в Німеччину), В. Колесник (м. Бішкек), О. Ситнік (Захарченко) (солістка оркестру Київської філармонії), Л. Жиліна (артистка оркестру Київського муніципального академічного театру опери та балету для дітей та юнацтва), Фіонг Нгуен та Хоа Чи-су (В'єтнам, солісти симфонічного оркестру) та ін.